# Skala SOFA
Skala niewydolności narządów związanej z sepsą (SOFA) (ang. sequential organ failure assessment score) – skala oceny niewydolności wielonarządowej u pacjentów z sepsą przebywających na oddziale intensywnej terapii. 
W 1994 roku został powołany przez Europejskie Towarzystwo Intensywnej Terapii (ang. European Society of Intensive Care Medicine) zespół, którego zadaniem było opracowane skali pozwalającej na ocenę stanu chorych z sepsą przyjmowanych na oddział intensywnej terapii oraz późniejszą codzienną ocenę ich stanu. Jako podstawę przyjęto ocenę układu oddechowego, krzepnięcia krwi, wątroby, układu krążenia, układu nerwowego oraz nerek. Pomimo iż skala SOFA nie jest przeznaczona do oceny rokowania, stwierdzono, że wzrost liczby punktów SOFA o 2 lub więcej punktów związany jest ze wzrostem śmiertelności chorych o ponad 10%.

## SOFA
| Liczba punktów                                                  | 0          | 1               | 2                      | 3                                                  | 4                                               |
| --------------------------------------------------------------- | ---------- | --------------- | ---------------------- | -------------------------------------------------- | ----------------------------------------------- |
| Wskaźnik oksygenacji                                            |            |                 |                        |                                                    |                                                 |
|                                                                 |            |                 |                        | podczas mechanicznego wspomagania wentylacji       |                                                 |
| mm Hg kPa                                                       | ≥400 ≥53,3 | <400 <53,3      | <300 <40,0             | <200 <26,7                                         | <100 <13,3                                      |
| Liczba płytek krwi                                              |            |                 |                        |                                                    |                                                 |
| G/l                                                             | ≥150       | <150            | <100                   | <50                                                | <20                                             |
| Stężenie bilirubiny w surowicy                                  |            |                 |                        |                                                    |                                                 |
| mg/dl μmol/l                                                    | <1,2 <20   | 1,2–1,9 20–32   | 2,0–5,9 33-101         | 6,0–11,9 102-204                                   | >12 204                                         |
| Średnie ciśnienie tętnicze oraz stosowanie leków wazopresyjnych |            |                 |                        |                                                    |                                                 |
| średnie ciśnienie tętnicze w mmHg                               | ≥70        | <70             |                        |                                                    |                                                 |
| leki wazopresyjne μg/kg/min przez 1h                            |            |                 | dobutamina dopamina <5 | noradrenalina ≤0,1 adrenalina ≤0,1 dopamina 5,1–15 | noradrenalina >0,1 adrenalina >0,1 dopamina >15 |
| Ocena stanu świadomości w skali Glasgow                         |            |                 |                        |                                                    |                                                 |
| liczba punktów                                                  | 15         | 13-14           | 10-12                  | 6-9                                                | <6                                              |
| Stężenie kreatyniny w surowicy i/lub wielkość diurezy           |            |                 |                        |                                                    |                                                 |
| mg/dl μmol/l                                                    | <1,2 <110  | 1,2–1,9 110–170 | 2,0–3,4 171-299        | 3,5–4,9 300-440                                    | >5 >440                                         |
| diureza ml/dobę                                                 |            |                 |                        | <500                                               | <200                                            |

## Uproszczona skala SOFA (qSOFA)
Czynniki ryzyka sepsy u pacjentów z podejrzeniem lub potwierdzonym zakażeniem, przebywających w szpitalu poza oddziałem intensywnej terapii:
- skurczowe ciśnienie tętnicze <100 mm Hg
- przyspieszenie oddechu >22/min
- zmieniony stan świadomości (oceniony klinicznie lub według skali Glasgow <15)

Stwierdzenie dwóch lub trzech wymienionych powyżej zmiennych klinicznych oznacza ryzyko wystąpienia sepsy.